# Шалімов Ігор Михайлович
Ігор Шалімов (рос. Игорь Шалимов; нар. 2 лютого 1969, Москва) — радянський та російський футболіст, що грав на позиції півзахисника. По завершенні ігрової кар'єри — футбольний тренер.
Виступав, зокрема, за клуб «Спартак» (Москва), а також збірні СРСР і Росії.
Дворазовий чемпіон СРСР. Володар Кубка УЄФА.

## Клубна кар'єра
У дорослому футболі дебютував 1986 року виступами за команду «Спартак-2» (Москва), в якій провів два сезони, взявши участь у 51 матчі чемпіонату. 
Своєю грою за команду дублерів привернув увагу представників тренерського штабу головної команди «Спартака» (Москва), до складу якого почав залучатися також у 1986 році. Відіграв за московських спартаківців наступні п'ять сезонів своєї ігрової кар'єри. За цей час двічі виборював титул чемпіона СРСР.
Згодом з 1991 по 1998 рік грав у складі команд клубів «Фоджа», «Інтернаціонале», «Дуйсбург», «Лугано», «Удінезе» та «Болонья». Протягом цих років додав до переліку своїх трофеїв титул володаря Кубка УЄФА (з «Інтером»).
Завершив професійну ігрову кар'єру у клубі «Наполі», за команду якого виступав протягом 1998—1999 років.

## Виступи за збірні
У 1990 році дебютував в офіційних матчах у складі національної збірної СРСР. Протягом кар'єри у національній команді, яка тривала 2 роки, провів у формі головної команди СРСР 20 матчів, забивши 2 голи, був учасником чемпіонату світу 1990 року в Італії.
1992 року грав за збірну СНД, яка брала участь замість радянської команди на чемпіонаті Європи 1992 року у Швеції.
Протягом 1992–1998 років викликався до національної збірної Росії, у складі якої провів за цей час 23 гри (3 голи) і став учасником чемпіонату Європи 1996 року в Англії.

## Кар'єра тренера
Розпочав тренерську кар'єру невдовзі по завершенні кар'єри гравця, 2001 року, очоливши тренерський штаб клубу «Краснознаменськ».
В подальшому нетривалий час працював з «Ураланом», а протягом 2008–2011 років тренував жіночу збірну Росії.
2016 року очолив тренерський штаб команди «Краснодар». Пропрацював у клубі 2 роки, після чого очолив «Хімки».
У 2019–20 роках був головним тренером клубу «Ахмат».
10 серпня 2021 року очолив «Урал».
2 квітня 2025 року очолив клуб «Факел» (Воронеж).

## Титули і досягнення
- Чемпіон СРСР (2):

«Спартак» (Москва): 1987, 1989
- Володар Кубка УЄФА (1):

«Інтернаціонале»:  1993-1994
- Чемпіон Європи (U-21): 1990